# 레온하르트 오일러 망원경

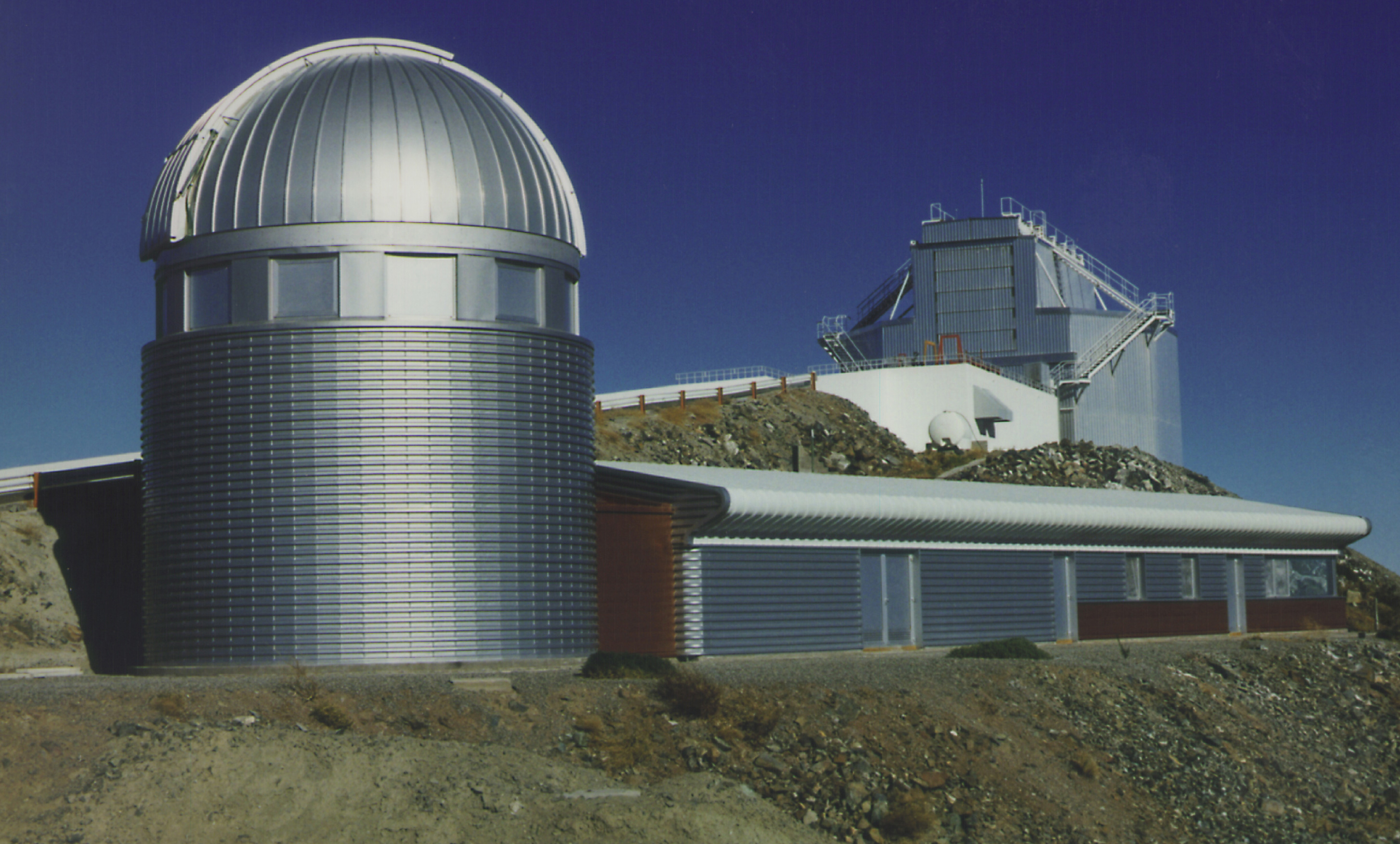

레온하르트 오일러 망원경(Leonhard Euler Telescope) 또는 스위스 오일러 망원경(Swiss EULER Telescope)은 제네바 천문대에서 제작 및 운영하는 국립의 완전 자동 1.2미터(47인치) 반사 망원경이다. 이 곳은 칠레 산티아고에서 북쪽으로 약 460km 떨어진 칠레 노르테 치코(Norte Chico) 지역에 있는 ESO의 라 시야 천문대 사이트 고도 2,375m(7,792피트)에 위치해 있다. 1998년 4월 12일에 처음으로 빛을 본 이 망원경은 스위스 수학자 레온하르트 오일러의 이름을 따서 명명되었다.
오일러 망원경은 CORALIE 장비를 사용하여 외계 행성을 탐색한다. 또한 망원경은 고정밀 측광 장비인 다목적 오일러캠(EulerCam, ecam)과 "피스코"(Pisco)라고 불리는 더 작은 피기백 장착형 망원경을 사용한다. 첫 번째 발견은 글리제 86 주변의 궤도에 있는 행성으로, 공전 주기가 지구 일수 15.8일에 불과하고 질량은 목성의 약 4배인 뜨거운 목성으로 확인되었다. 그 이후로 후속 관측을 통해 많은 다른 외계 행성이 발견되거나 조사되었다.
메르카토르 망원경과 함께 오일러는 수많은 외계 행성을 발견한 서던스카이(Southern Sky) 외계 행성 탐색 프로그램의 일부였다. 또한 SuperWASP인 광각 행성 탐색(Wide Angle Search for Planets)에서 발견한 외계 행성의 질량을 결정하기 위한 후속 특성화에 자주 사용되었다.

## 같이 보기
- WASP-15